# MV Karina
MV Karina est un navire à passagers, opérant à partir de Douglas (île de Man) pour la Laxey Towing Company (en) pour des croisières autour de l'île.
Il est classé bateau historique depuis 1993 par le National Historic Ships UK.

## Histoire
Il a été construit en 1949 par Philip & Son de Dartmouth sous le nom de MV May Queen pour la Oreston & Turnchapel Steamboat Co. (COST). Il a parfois été parfois utilisé comme traversier sur la ligne de Plymouth à Oreston via Turnchapel, mais principalement pour des croisières sur la rivière Tamar.
En 1957, l'OTSC a été dissoute, et il a été vendu à la Millbrook Steamboat & Trading Co. (en). Rebaptisé MV Eastern Belle, il a été utilisé pour des excursions avec le Cremyll Ferry. Puis il a été repris par la Dart Pleasure Craft Limited (en) sur la rivière Dart. En 1985, Dart Pleasure Craft s'est retiré de la région de Plymouth, et MV Eastern Belle a été vendu à Plymouth Boat Cruises (en), pour qui il a opéré durant trois ans.
En 1988, il a été revendu à G.H. Riddalls and Sons (en) de Dartmouth, renommé MV Totnes Princess  et la coque peinte en rouge et la superstructure en blanc. Il a opéré sur l'ensemble des services de la rivière Dart. En 2000, Riddalls a été racheté par Dart Pleasure Craft, et le MV Totnes Princess a été basé à Old Mill Creek, près de Dartmouth sans assurer de services.
En 2001, il a été acheté par la Laxey Towing Company de l'île de Man, renommé MV Karina. Il opère en croisière autour de l'île et peut être affrété pour des réceptions privées et des croisières-charter.